# Сенино (Ярославская область)
Сенино — деревня в Некрасовском районе Ярославской области. Входит в состав сельского поселения Красный Профинтерн.

## География
Находится в восточной части Ярославской области на расстоянии приблизительно 19 км на север-северо-запад по прямой от административного центра района поселка Некрасовское в левобережной части района.

## История
В 1859 году здесь (деревня Даниловского уезда Ярославской губернии) было учтено 9 дворов, в 1898 — 12.

## Население
Численность населения: 47 человек (1859 год), 0 как в 2002 году, так и в 2010.